# Diócesis de Piedras Negras
La diócesis de Piedras Negras (en latín: Dioecesis Saxanigrensis) es una circunscripción eclesiástica de la Iglesia católica en México. Se trata de una diócesis latina, sufragánea de la arquidiócesis de Monterrey. Desde el 8 de junio de 2024 su obispo es Alfonso Gerardo Miranda Guardiola.

## Territorio y organización
La diócesis tiene 56 608 km² y extiende su jurisdicción sobre los fieles católicos de rito latino residentes en el estado de Coahuila en los 16 municipios de: Acuña, Allende, Guerrero, Hidalgo, Jiménez, Juarez, Morelos, Múzquiz, Nava, Ocampo (en parte), Piedras Negras, Progreso, Sabinas, San Juan de Sabinas, Villa Unión y Zaragoza.
La sede de la diócesis se encuentra en Piedras Negras, en donde se halla la Catedral de los Mártires de Cristo Rey.
En 2021 en la diócesis existían 37 parroquias agrupadas en 6 decanatos y estos en 2 regiones pastorales:
Región Fronteriza:
Decanato de Acuña-San Carlos:
- Parroquia Nuestra Señora de Fátima
- Parroquia San José
- Parroquia Santa María de Guadalupe
- Parroquia Sagrado Corazón de Jesús en San Carlos, Coahuila.
- Parroquia San Juan Bosco
- Parroquia Cristo Buen Pastor
- Parroquia San Martín de Porres
- Parroquia Cristo Rey
- Parroquia San Francisco de Asís

Decanato 5 Manantiales:
- Parroquia San Andrés Apóstol en Nava, Coahuila.
- Parroquia San Fernando de Rosas en Zaragoza, Coahuila.
- Parroquia San Juan de Mata en Allende, Coahuila.
- Santuario Dulce Nombre de Jesús en Villa Unión, Coahuila.
- Parroquia Santa Rita de Casia en Morelos, Coahuila.
- Capilla San José

Decanato de Piedras Negras Oriente:
- Santuario de Nuestra Señora de Guadalupe
- Parroquia Nuestra Señora de San Juan de los Lagos
- Parroquia Sagrado Corazón de Jesús
- Parroquia Sagrada Familia
- Rectoría San Martín de Porres

Decanato de Piedras Negras Poniente:
- Catedral Mártires de Cristo Rey
- Parroquia Cristo Rey
- Parroquia Sagrado Corazón de Jesús de Villa de Fuente
- Parroquia San Antonio de Padua
- Parroquia Nuestra Señora del Perpetuo Socorro
- Parroquia Nuestra Señora del Carmen
- Rectoría Nuestra Señora de Fátima

Región Carbonífera:
Decanato Rosita-Sabinas:
- Parroquia Nuestra Señora de Guadalupe en Agujita, Coahuila.
- Parroquia Nuestra Señora de Guadalupe en Nueva Rosita, Coahuila.
- Parroquia Nuestra Señora de Guadalupe en Sabinas, Coahuila.
- Parroquia San José Obrero en Nueva Rosita, Coahuila.
- Parroquia San Martín en Sabinas, Coahuila.
- Parroquia Sagrado Corazón de Jesús en Nueva Rosita, Coahuila.
- Parroquia San Francisco de Asís en Sabinas, Coahuila.
- Parroquia San José en Progreso, Coahuila.

Decanato Múzquiz:
- Parroquia Nuestra Señora de Guadalupe en Palaú, Coahuila.
- Parroquia Nuestra Señora de San Juan de los Lagos en Barroteran, Coahuila.
- Parroquia Santa Rosa de Lima en Múzquiz, Coahuila.
- Parroquia Nuestra Señora de Guadalupe en Múzquiz, Coahuila.
- Parroquia Nuestra Señora del Perpetuo Socorro en Múzquiz, Coahuila.
- Rectoría del Sagrado Corazón en Villa de las Esperanzas, Múzquiz, Coahuila.

## Historia
La diócesis fue erigida el 8 de enero de 2003 con la bula Sollicitus de spirituali del papa Juan Pablo II, obteniendo el territorio de la diócesis de Saltillo.

## Estadísticas
Según el Anuario Pontificio 2022 la diócesis tenía a fines de 2021 un total de 438 700 fieles bautizados.
| Año                                                                             | Población            | Población | Población      | Sacerdotes | Sacerdotes    | Sacerdotes    | Bautizados por sacerdote | Diáconos permanentes | Religiosos | Religiosos | Parroquias |
| Año                                                                             | Bautizados católicos | Total     | % de católicos | Total      | Clero secular | Clero regular | Bautizados por sacerdote | Diáconos permanentes | Varones    | Mujeres    | Parroquias |
| ------------------------------------------------------------------------------- | -------------------- | --------- | -------------- | ---------- | ------------- | ------------- | ------------------------ | -------------------- | ---------- | ---------- | ---------- |
| 2003                                                                            | 478 899              | 549 040   | 87.2           | 46         | 40            | 6             | 10 410                   |                      | 10         | 72         | 22         |
| 2004                                                                            | 440 000              | 550 000   | 80.0           | 51         | 44            | 7             | 8627                     |                      | 7          | 64         | 26         |
| 2013                                                                            | 358 000              | 507 000   | 70.6           | 63         | 50            | 13            | 5682                     |                      | 17         | 87         | 32         |
| 2016                                                                            | 404 320              | 571 102   | 70.8           | 69         | 57            | 12            | 5859                     |                      | 15         | 82         | 33         |
| 2019                                                                            | 416 500              | 588 350   | 70.8           | 73         | 56            | 17            | 5705                     |                      | 17         | 73         | 37         |
| 2021                                                                            | 438 700              | 619 760   | 70.8           | 66         | 55            | 11            | 6646                     |                      | 22         | 61         | 37         |
| Fuente: Catholic-Hierarchy, que a su vez toma los datos del Anuario Pontificio. |                      |           |                |            |               |               |                          |                      |            |            |            |

## Episcopologio
- Alonso Gerardo Garza Treviño,(Obispo Emérito) 8 de enero de 2003- 8 de junio de 2024.
- Alfonso Gerardo Miranda Guardiola, Desde el 8 de junio de 2024.